# 澳門巴士H2路線
澳門巴士H2路線是由澳巴經營，往返俾若翰街／快富樓和山頂醫院的巴士路線。

## 簡介及歷史
- 2016年9月30日，為回應長者的出行需要，尤其需經常往返醫院的人士，本線開設，由澳巴營運。[1][2]

- 2017年4月10日，原於例假日及公眾假期停駛，調整為例假日及強制性假期停駛。[3]

- 2020年1月20日起，新增停靠「何賢紳士大馬路／青洲坊」、「台山街市」、「北區警司處」、「青洲／嘉應花園」站。[4]

- 2021年1月4日起，新增停靠「幕拉士馬路」、「黑沙環馬路」站。[5]

- 2021年8月7日，為配合青茂口岸即將啟用，多個巴士站開始改名：[6] [7]
  - “鴨涌河變電站”站改名為“青茂／鴨涌河變電站”；
  - “何賢紳士馬路／青洲坊”站改名為“青茂／青洲坊”。

- 2021年8月14日起，本線調整行程並新增停靠站點。新增停靠“慕拉士／飛通大廈”、“新雅馬路／母親會”、“二龍喉公園”、“得勝花園”、“塔石體育館”、“水坑尾／公共行政大樓”、“八角亭”、“加思欄馬路”、“電力公司”站。[7]

- 2021年11月27日起，“慕拉士馬路／望廈”站更名為“慕拉士馬路／望善樓”。[8]

- 2022年5月28日起，總站遷至快富樓附近的“俾若翰街／快富樓”站。另外，「筷子基社屋」站更名為「俾若翰街／綠楊花園」站。[9]

- 2022年7月11日至17日，本線改以特別巴士專線方式營運，僅供特許人士乘搭。[10][11]

- 2022年7月18日至22日，因宣佈延長“相對靜止管理”措施，本線維持上述措施。[12]

- 2022年12月3日起，新增停靠“關閘馬路／三角花園”站。[13][14][15]

- 2025年4月18日起，新增停靠“望信樓”站。[16]

## 本線特色
- 本線與2AS路線為唯二在大賽車舉行期間停駛的路線。
- 本線是首條以中巴途經山頂醫院的路線。

## 使用車輛
- 本線開通時，曾經使用五洲龍FDG6951G中巴行駛，為當時唯一一條使用中巴往返山頂醫院的路線。但因人流較少，故改用五洲龍FDG6751G小巴行駛。

2022年3月17日起：
- 五洲龍FDG6751G
- 中通LCK6759SHEVG

2022年4月29日起：
- 五洲龍FDG6751G

2022年5月2日：
- 三菱Rosa
- 五洲龍FDG6751G
- 中通LCK6759SHEVG

2022年5月3日起：
- 三菱Rosa

2022年6月起：
- 三菱Rosa
- 中通LCK6759SHEVG

2022年7月20日起：
- 三菱Rosa

2022年7月25日起：
- 三菱Rosa
- 中通LCK6759SHEVG

2022年9月19日起：
- 三菱Rosa

2022年9月26日起：
- 中通LCK6759SHEVG

2022年12月21日起：
- 三菱Rosa
- 中通LCK6759SHEVG

2022年12月26日起：
- 中通LCK6759SHEVG

2024年7月29日起：
- 中通LCK6759SHEVG
- 中通LCK6980SHEVG（尖峰時段限定）

2025年7月14日起：
- 中通LCK6980SHEVG

## 電牌
| 往筷子基方向    | 往筷子基方向     | 往筷子基方向 |
| 日期            | 頭牌             | 圖例         |
| --------------- | ---------------- | ------------ |
| 2022年5月28日前 | 筷子基社屋       |              |
| 2022年5月28日起 | 俾若翰街／快富樓 |              |
| 往中區方向      |                  |              |
| 日期            | 頭牌             | 圖例         |
| 開線至今        | 山頂醫院         |              |

## 路線資料

### 收費
| 收費類別     | 收費類別                      | 收費類別             | 費用 |
| ------------ | ----------------------------- | -------------------- | ---- |
| 現金         | 現金                          | 現金                 | $6.0 |
| 境外支付工具 | 支付寶（內地及香港）          | 支付寶（內地及香港） | $6.0 |
| 境外支付工具 | 雲閃付 非綁定澳門銀聯卡       |                      | $6.0 |
| 境外支付工具 | 微信支付（內地及香港）        |                      | $6.0 |
| 境外支付工具 | 交通聯合 非澳門發行的全國通卡 |                      | $6.0 |
| 境內支付工具 | 澳門通                        | 全民卡               | $3.0 |
| 境內支付工具 | 澳門通                        | 學生卡               | $1.5 |
| 境內支付工具 | 澳門通                        | 長者卡               | 免費 |
| 境內支付工具 | 澳門通                        | 殘疾卡               | 免費 |
| 境內支付工具 | 聚易用＋                      | 聚易用＋             | $3.0 |

### 服務時間及班距
| 服務時間                     | 星期一至五  | 例假日 （含強制性假期） |
| ---------------------------- | ----------- | ----------------------- |
| 俾若翰街／快富樓             | 06:30-20:00 | 停駛                    |
| 班距                         | 25-30分鐘   | 停駛                    |
| 懸掛8號風球後1小時開出尾班車 |             |                         |

### 路線停站
| H2   | 俾若翰街／快富樓 ↺ 山頂醫院 | 俾若翰街／快富樓 ↺ 山頂醫院 | 俾若翰街／快富樓 ↺ 山頂醫院 |
| 序號 | 循環線                      | 循環線                      | 循環線                      |
| 序號 | 站號                        | 站名                        | 出入境口岸                  |
| 1    | M213                        | 俾若翰街／快富樓            |                             |
| 2    | M108/1                      | 俾若翰街／綠楊花園          |                             |
| 3    | M6                          | 青茂／鴨涌河變電站          | 青茂口岸                    |
| 4    | M65                         | 青茂／青洲坊                | 青茂口岸                    |
| 5    | M10/1                       | 台山街市                    |                             |
| 6    | M27                         | 關閘馬路／三角花園          |                             |
| 7    | M29                         | 慕拉士馬路                  |                             |
| 8    | M36/2                       | 慕拉士巷                    |                             |
| 9    | M48                         | 慕拉士／飛通大廈            |                             |
| 10   | M47/2                       | 新雅馬路／母親會            |                             |
| 11   | M61/2                       | 二龍喉公園                  |                             |
| 12   | M73/1                       | 得勝花園                    |                             |
| 13   | M270/2                      | 塔石體育館                  |                             |
| 14   | M153/1                      | 水坑尾／公共行政大樓        |                             |
| 15   | M168                        | 八角亭                      |                             |
| 16   | M164                        | 加思欄馬路                  |                             |
| 16   | M151                        | 山頂醫院急診大樓            |                             |
| 18   | M54                         | 電力公司                    |                             |
| 19   | M56                         | 望信樓                      |                             |
| 20   | M35/1                       | 慕拉士馬路／望善樓          |                             |
| 21   | M28/2                       | 黑沙環馬路                  |                             |
| 22   | M12                         | 北區警司處                  |                             |
| 23   | M21/2                       | 青洲／嘉應花園              |                             |
| 24   | M25                         | 青洲／自來水公司            |                             |
| 25   | M213                        | 俾若翰街／快富樓            |                             |

## 客量
- 由於本線服務範圍狹窄，加上班距非常稀疏，故本線客量長期低迷，乘客以見車上車為多。
- 根據2020年公報，本線於2019年共開出6,063班次，共接載85,617人次，平均每班接載14.1人次，為現時客量最差的路線。
- 自2021年8月改線後，本線客量稍有上升，但因班次較疏，故被列為客量最差的路線其中之一。在2021年第四季、2022年第一季、2022年第二季巴士統計數據中日均乘客量之最排名第三。[17][18][19]

## 圖片集

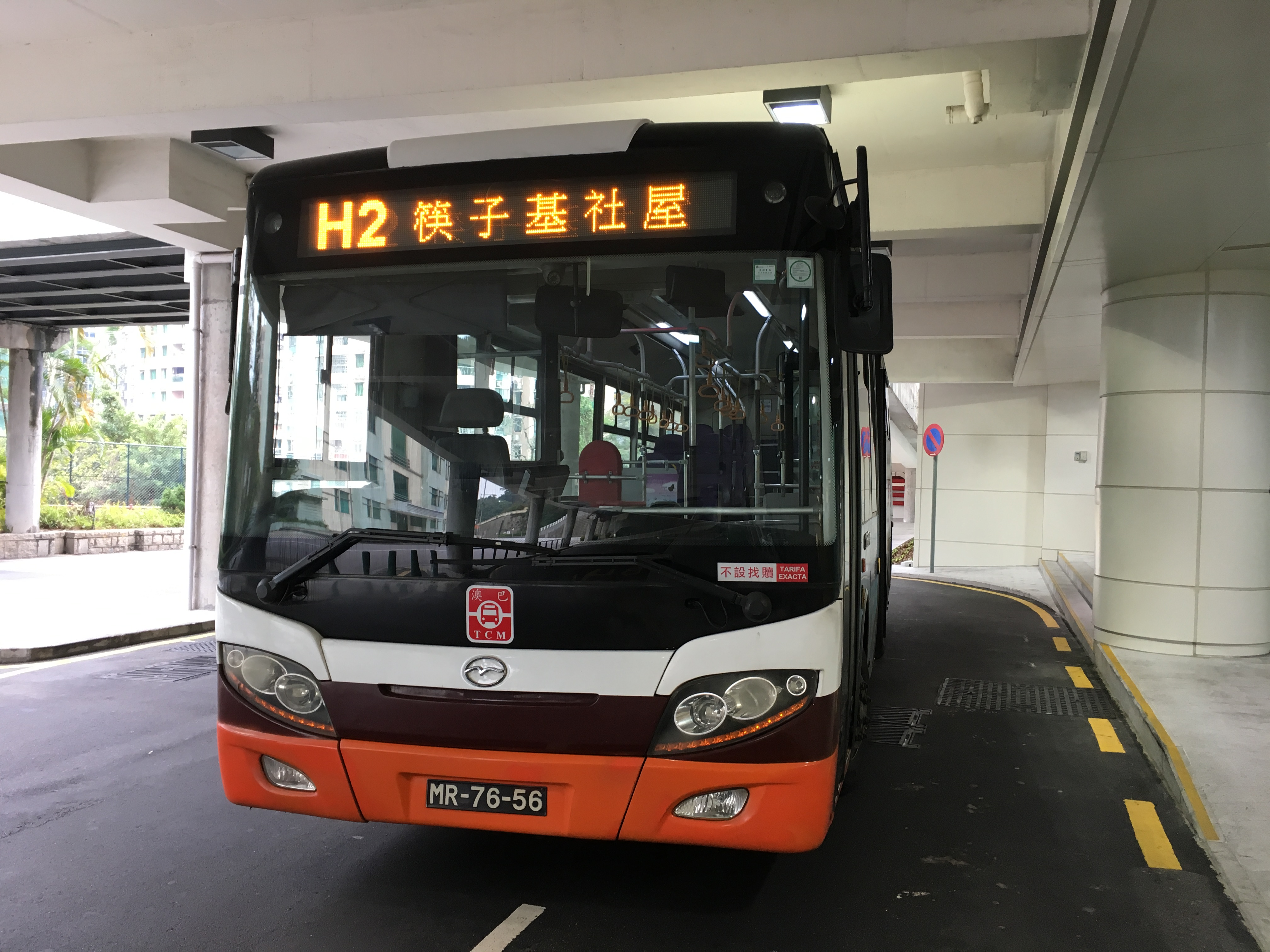
五洲龍FDG6951G
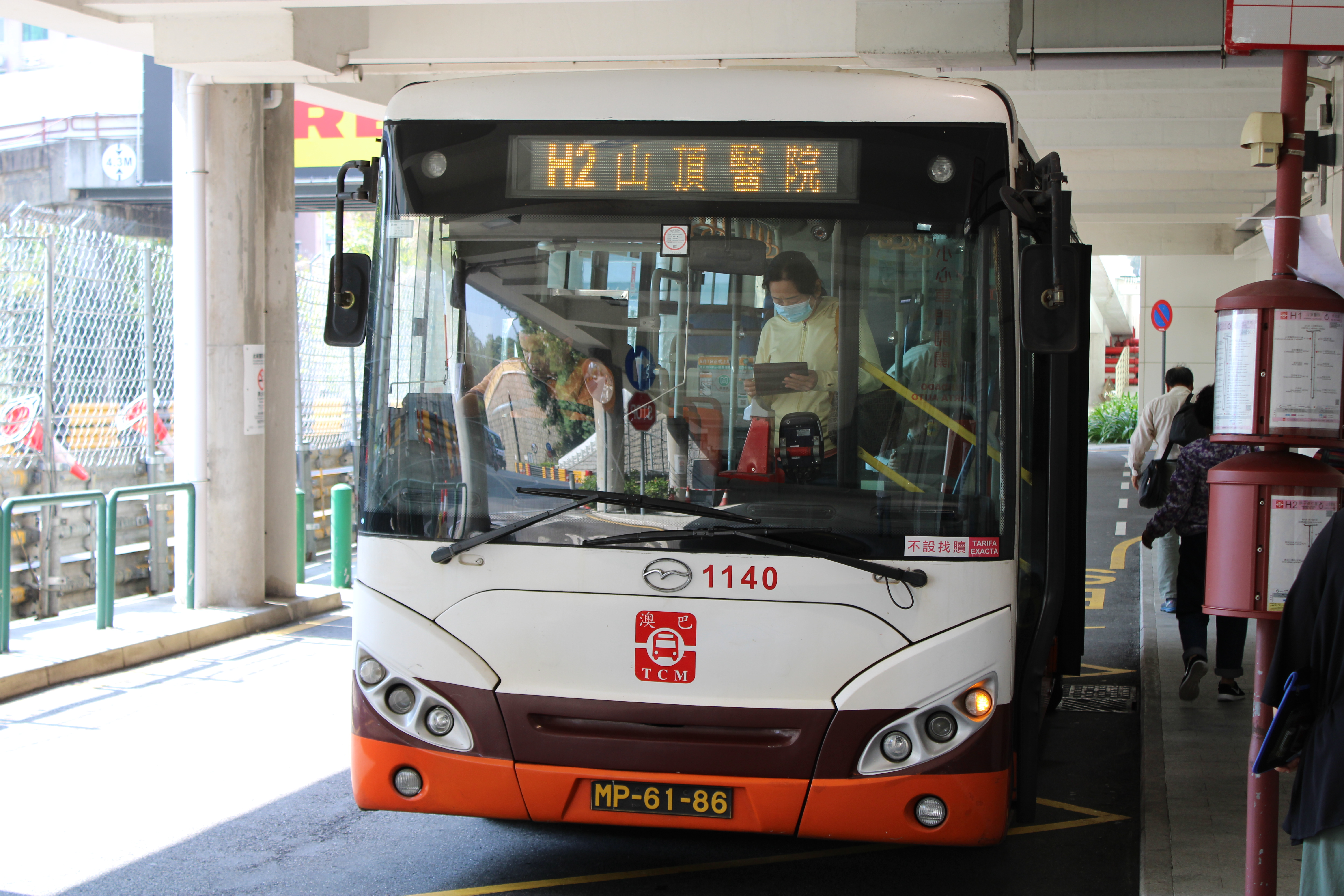
五洲龍FDG6751G
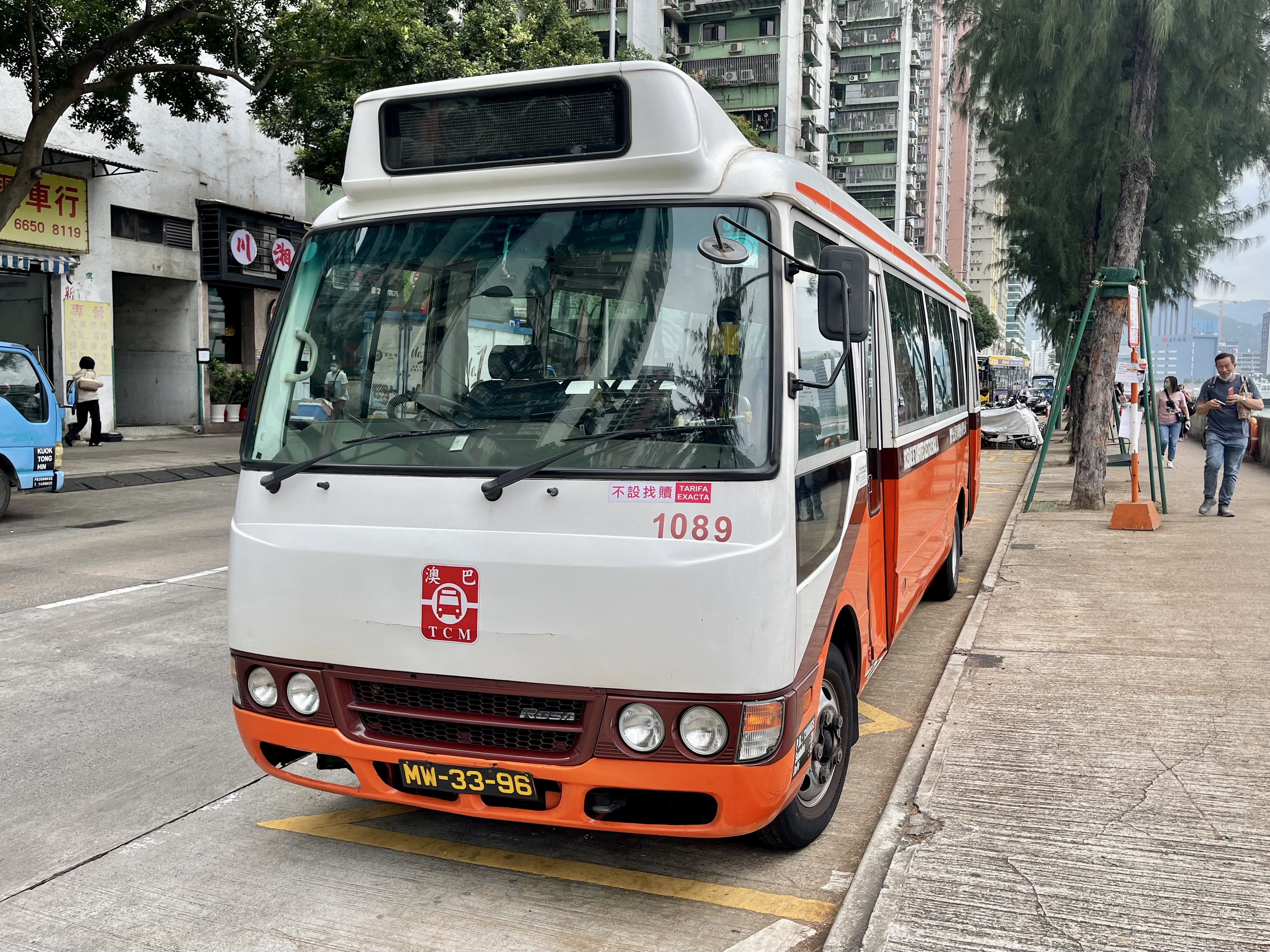
三菱Rosa
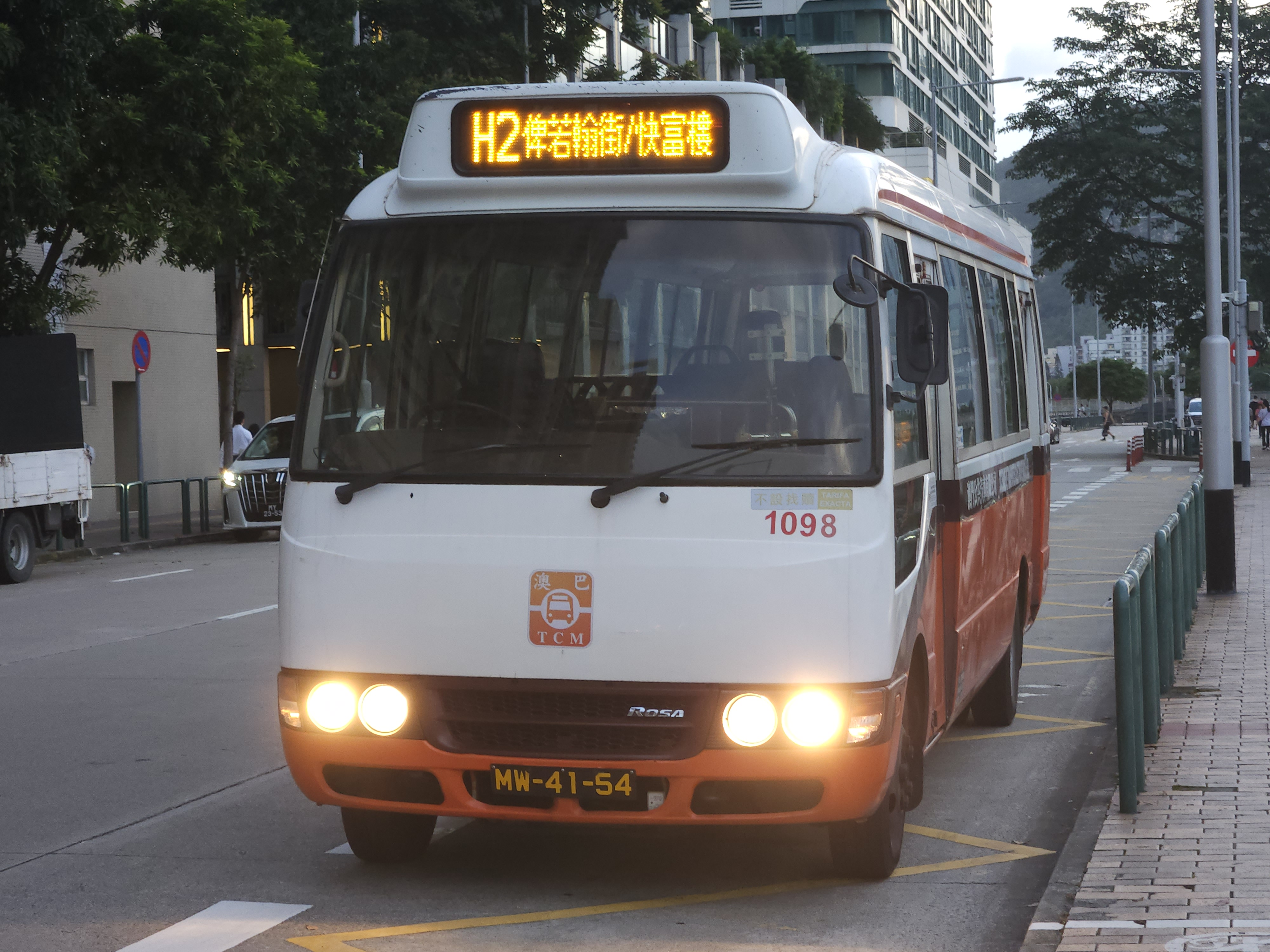
三菱Rosa
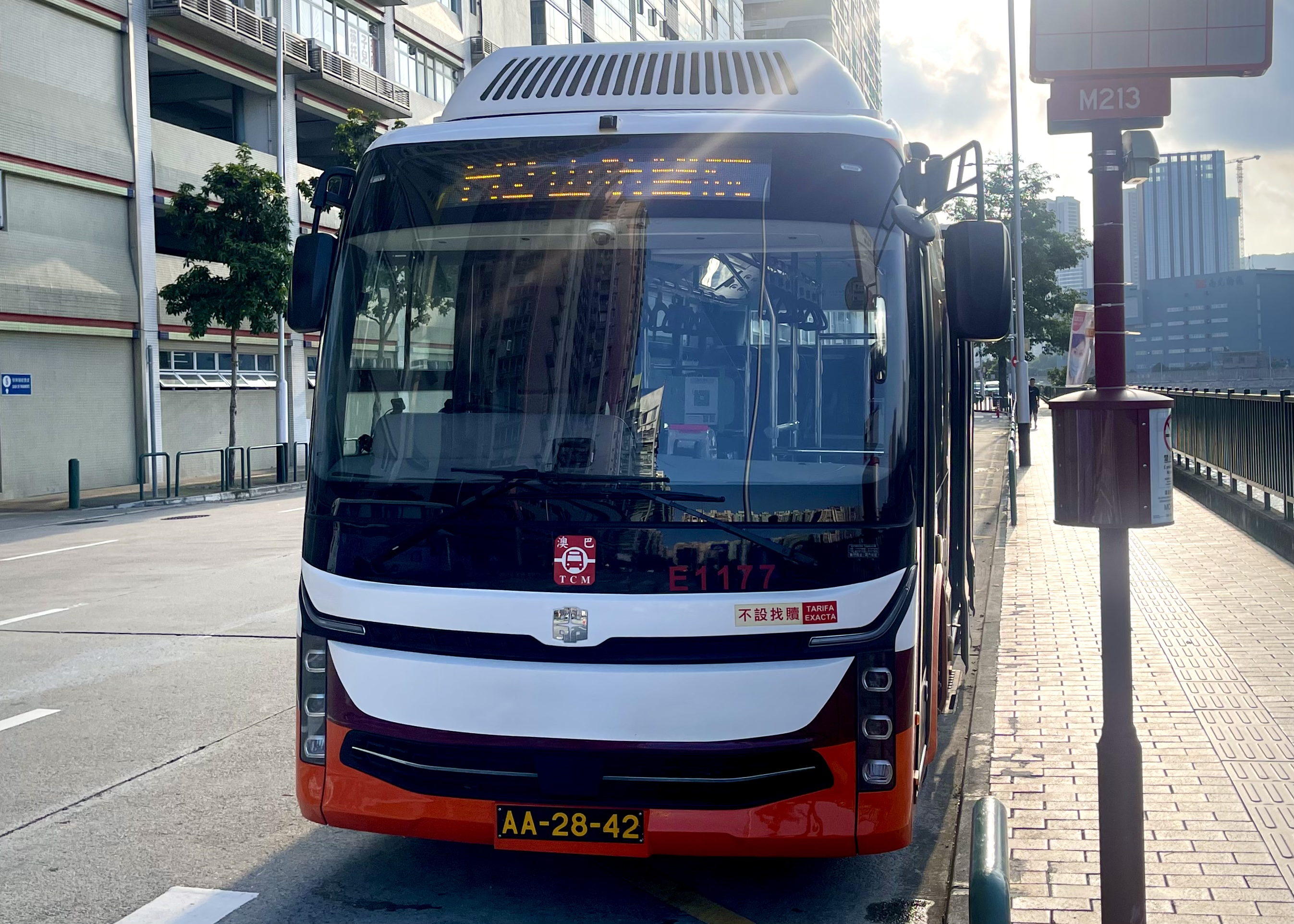
中通LCK6759SHEVG
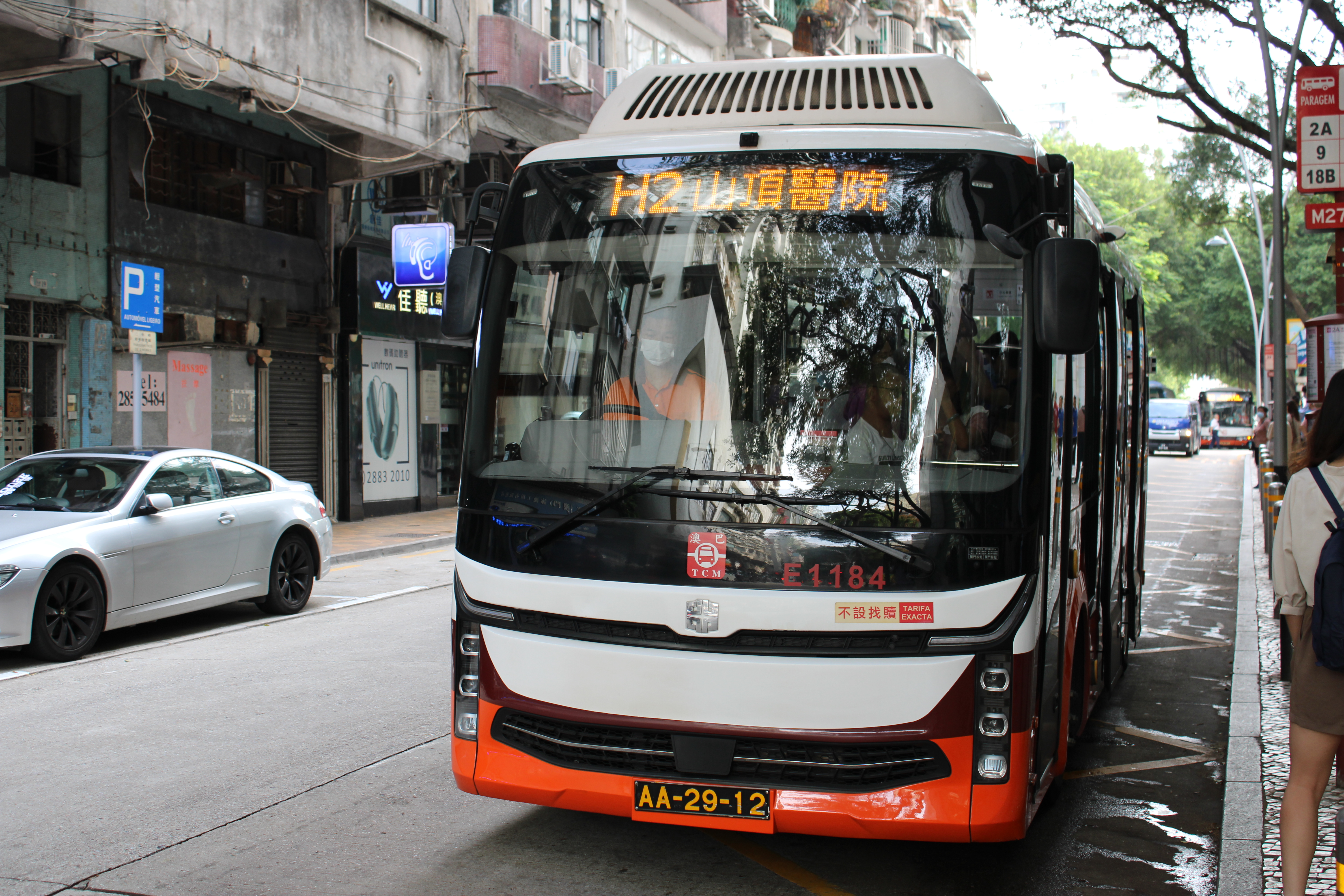
中通LCK6759SHEVG
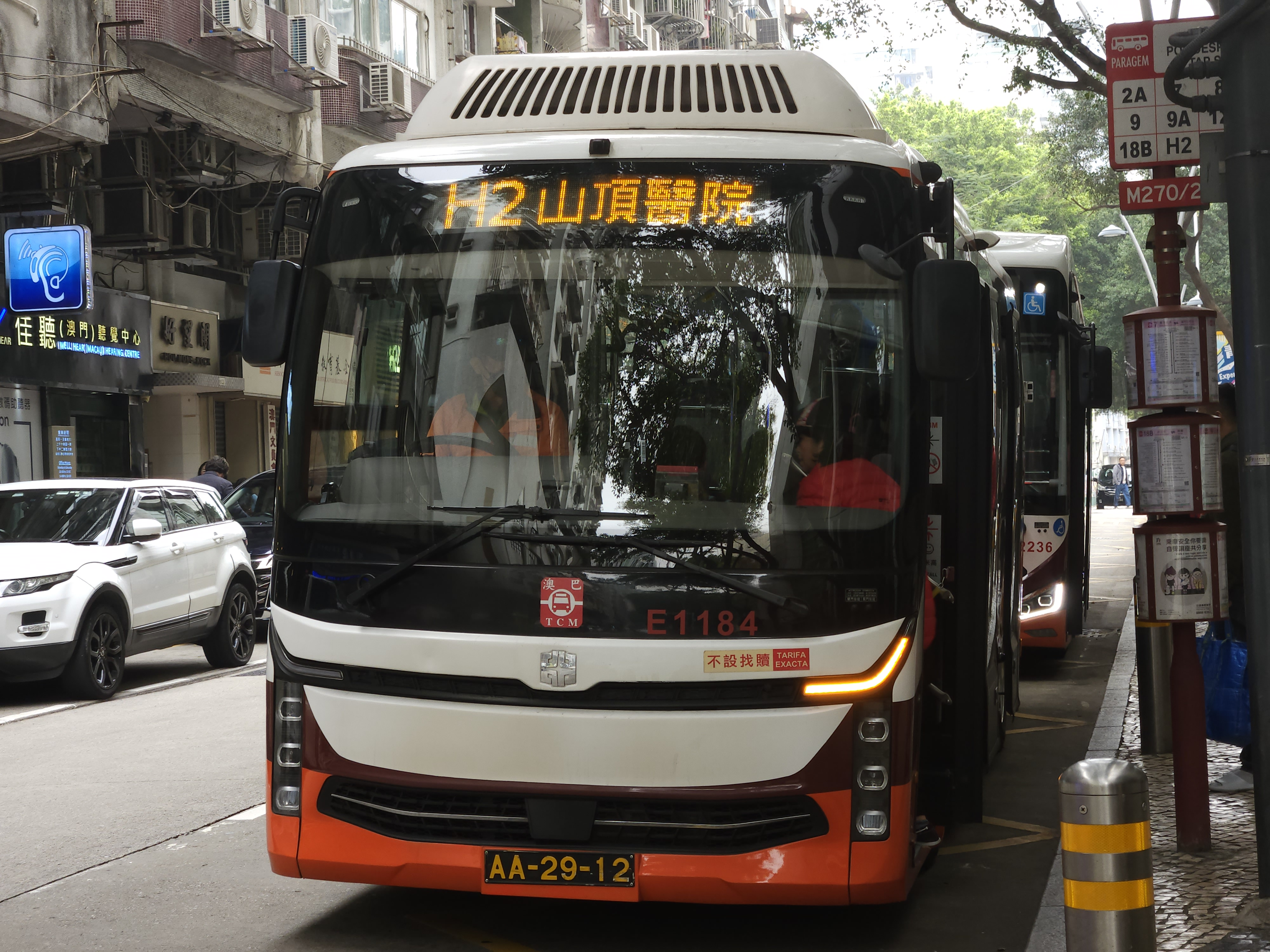
中通LCK6759SHEVG
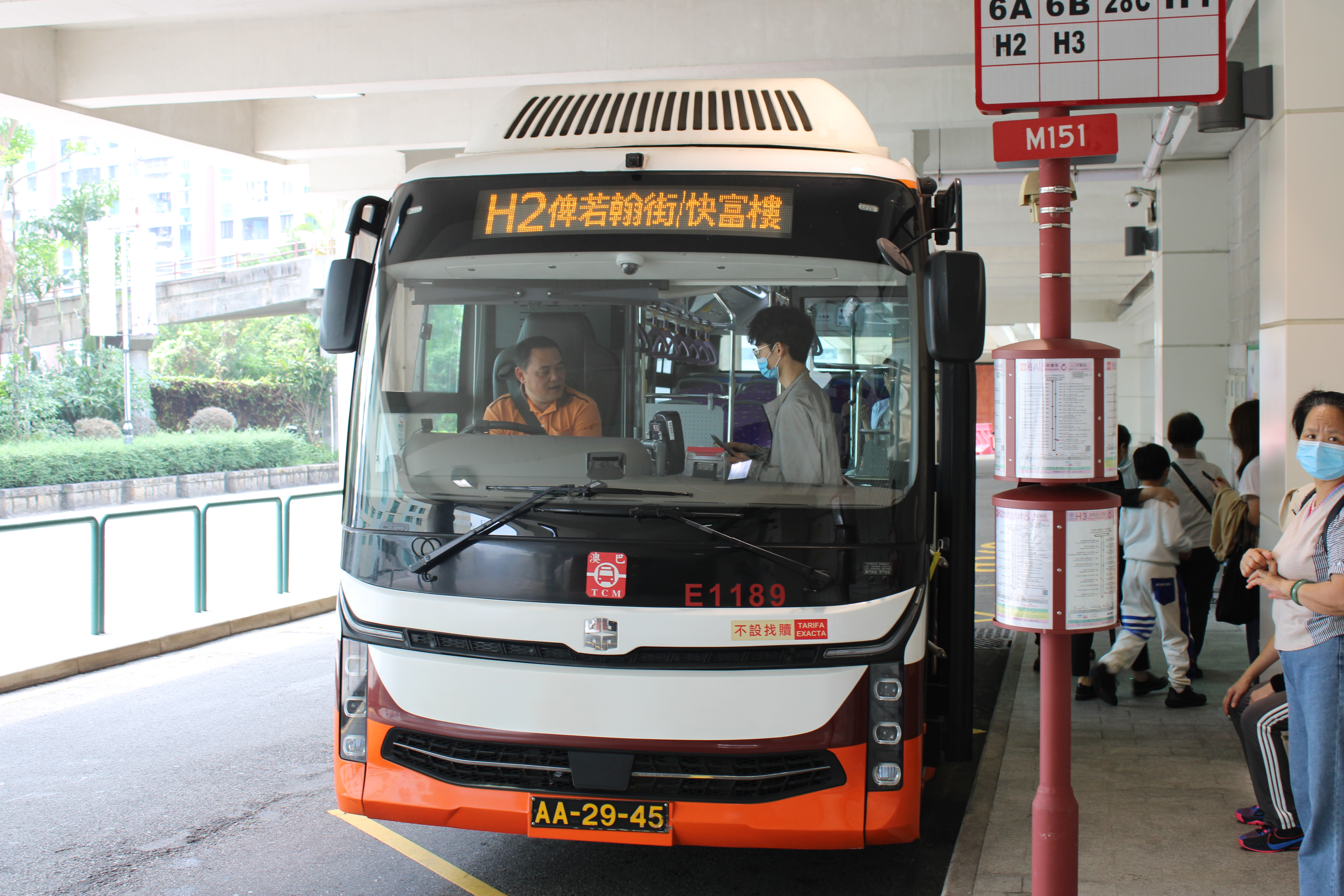
中通LCK6759SHEVG
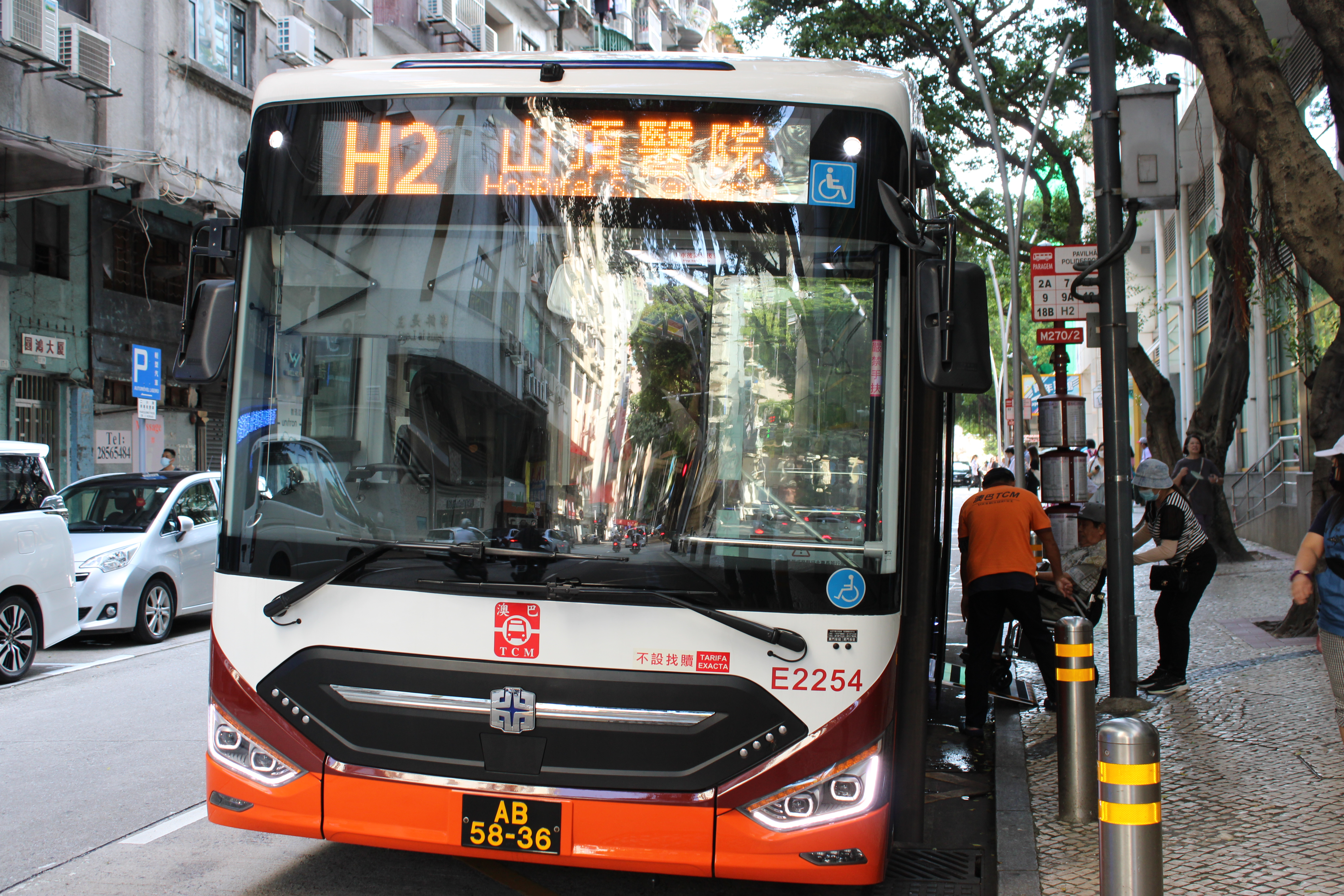
中通LCK6980SHEVG
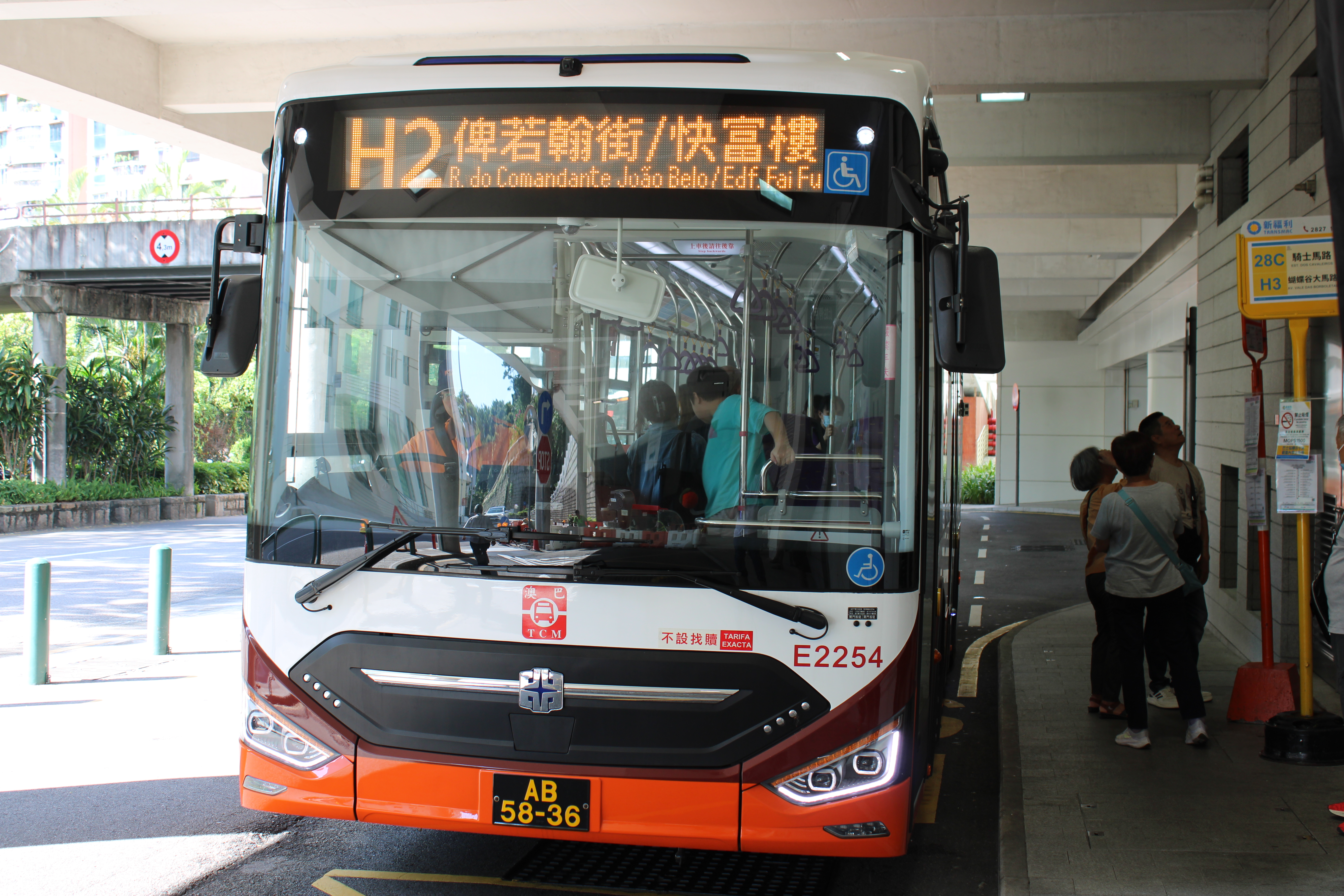
中通LCK6980SHEVG

## 外部連結
- （繁體中文）澳門公共汽車有限公司官方網站 （页面存档备份，存于）